# Povstání ve Vendée
Povstání ve Vendée či občanská válka ve Vendée byl ozbrojený boj roajalisticky a katolicky smýšlejícího venkovského obyvatelstva západofrancouzského kraje Vendée a okolních departmentů proti republikánskému revolučnímu vojsku v době Velké francouzské revoluce. Boje s různou intenzitou probíhaly v letech 1793 až 1796, kdy byla vzpoura definitivně republikánskými silami potlačena.
Povstání bylo krvavé a obě strany si počínaly velmi nemilosrdně, brutální represe ze strany republikánů dokonce někteří historici považují za první genocidu moderních dějin. V prosinci 1793 vydalo Výbor pro veřejné blaho[rozpor] rozkaz vyvraždit civilní obyvatele v 778 farnostech. Údajně napsali: 
| „ | „Je třeba zmasakrovat ženy, aby nepřibývalo dětí, a děti, aby z nich nebyli zbojníci“.[chybí lepší zdroj] | “ |

V roce 1795 bylo povstání přerušeno krátkým příměřím, a dělí se tak na dvě období, označované jako první vendéeská válka (1793–1795) a druhá vendéeská válka (1795–1796). Ve stejné době probíhalo také podobně zaměřené povstání šuanů v Bretani a Maine. Po potlačení povstání došlo na území Vendée ještě k dalším menším a méně významným vzpourám, které se někdy označují jako třetí (1799–1800), čtvrtá (1815) a pátá (1832) vendéeská válka.

## Galerie

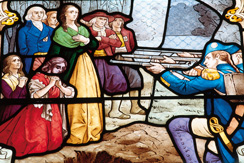
povraždění civilistů v katolickém regionu Vendeé revolučními vojsky republiky
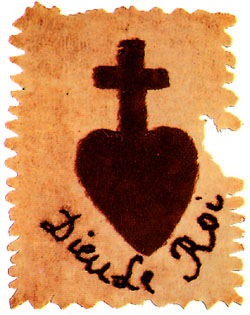
symbolem povstání se stalo Nejsvětější srdce Ježíšovo (Sacré-Cœur) doplněné heslem Dieu le roi (Bůh král) byl šit na ošacení povstalců
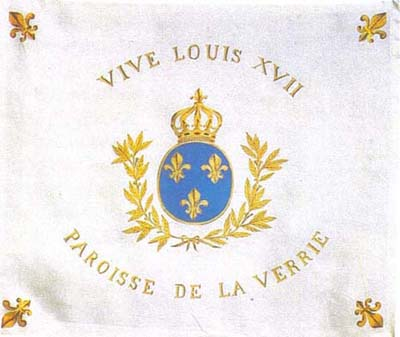
prapor katolicko-královské armády Vendée se symboly monarchie